# Lijst van burgemeesters van Het Hogeland
Dit is een lijst van burgemeesters van de Nederlandse gemeente Het Hogeland in de provincie Groningen sinds haar stichting op 1 januari 2019.
| Ambtsperiode | Naam burgemeester | Partij of stroming | Bijzonderheden      |
| ------------ | ----------------- | ------------------ | ------------------- |
| 2019 - 2025  | Henk Jan Bolding  | CDA                | tot 2020 waarnemend |
| 2025 - heden | Hans Broekhuizen  | CDA                | [ 2 ]               |